# 7 Khoon Maaf
Pour plus de détails, voir Fiche technique et Distribution.
7 Khoon Maaf (७ खून माफ़) est une comédie dramatique indienne, réalisé par Vishal Bhardwaj, sorti en 2011.

## Synopsis
La très belle et très attirante Susanna Anna-Marie Johannes (Priyanka Chopra) épouse tout d'abord le major Edwin Rodriques (Neil Nitin Mukesh) qui porte si bien l'uniforme puis, très rapidement, elle se marie avec le beau Jimmy à la si belle voix. À ce chanteur succèdent un poète, Musafir (Irrfan Khan) puis un Russe, Nicolai Vronsky (Aleksandr Dyachenko), qui ne survivent pas plus que leurs prédécesseurs. Tous ces veuvages finissent par attirer l'attention de la police et tout spécialement celle du très prévenant inspecteur Keemat Lal (Annu Kapoor) qui décède malencontreusement. Ces deuils répétés affectent douloureusement Susanna qui, fort heureusement pour elle et malheureusement pour lui, est secourue par l'excellent docteur Modhusudhon Tarafdar (Naseeruddin Shah). La liste des victimes s'allonge.

## Fiche technique
Sauf indication contraire, les informations mentionnées dans cette section peuvent être confirmées par la base de données cinématographiques IMDb,  présente dans la section « Liens externes ».
- Titre : 7 Khoon Maaf
- Titre original : ७ खून माफ़
- Titre international : 7 Sins Forgiven
- Réalisation : Vishal Bhardwaj
- Scénario : Matthew Robbins, Vishal Bhardwaj d'après la nouvelle Susanna's Seven Husbands de Ruskin Bond
- Casting : Honey Trehan
- Direction artistique : Subrata Chakraborthy, Punita Grover
- Décors : Samir Chanda
- Costumes : Payal Saluja
- Maquillage : Danielle Lyn Saunders, Todd Tucker
- Son : Shajith Koyeri, P.M. Satheesh
- Photographie : Ranjan Palit
- Montage : A. Sreekar Prasad
- Musique : Vishal Bhardwaj
- Paroles : Gulzar
- Production : Vishal Bhardwaj, Ronnie Screwvala
- Sociétés de production : UTV Spotboy, Vishal Bhardwaj Pictures
- Sociétés de distribution : Panorama Studios, UTV Motion Pictures
- Sociétés d'effets spéciaux : Drac Studios, Illusion Industries
- Budget de production : 4 770 000 $
- Pays d'origine :  Inde
- Langues : Hindi, anglais, ourdou, russe
- Format : Couleurs - 2,35:1 - DTS / Dolby Digital - 35 mm
- Genre : Comédie, drame, érotique, thriller
- Durée : 137 minutes (2 h 17)
- Dates de sortie en salles :
  -  Inde : 18 février 2011

## Distribution
- Priyanka Chopra : Susanna Anna-Marie Johannes (Saheb, Suzi, Sultana, Anna et Sunaina)
- Neil Nitin Mukesh : Major Edwin Rodriques, premier mari
- John Abraham : Jamshed Singh Rathod / Jimmy Stetson, deuxième mari
- Irrfan Khan : Wasiullah Khan / Musafir, troisième mari
- Aleksandr Dyachenko : Nicolai Vronsky, quatrième mari
- Annu Kapoor : inspecteur Keemat Lal, cinquième mari
- Naseeruddin Shah : Dr. Modhusudhon Tarafdar, sixième mari
- Vivaan Shah : Arun Kumar
  - Ayush Tandon : Arun, jeune
- Usha Uthup : tatie Maggie, la domestique[1]
- Harish Khanna : Galib Khan, la majordome
- Shashi Malviya : Goonga Chacha, le garçon d'écurie
- Konkona Sen Sharma : Nandini (apparition spéciale)
- Ruskin Bond : le prêtre (apparition spéciale)
- Radhika Arora : l'amie de Nandini (apparition spéciale)[2]

## Bande originale
Albums de Vishal Bhardwaj
Ishqiya
(2010) Matru Ki Bijlee Ka Mandola
(2012)
La bande originale du film, composée par Vishal Bhardwaj. Elle comprend neuf chansons, écrites par Gulzar. Elles sont chantées, pour la plupart, par le célèbre chanteur KK, accompagné par d'autres interprètes dont Rekha Bhardwaj, Usha Uthup et Clinton Cerejo, qui apparaissent également dans la bande originale.
La bande originale a été diffusée numériquement sur la chaîne Nokia, le 21 janvier 2011 et sort officiellement le 24 janvier 2011. La chanson Darling est adaptée de la chanson folklorique russe Kalinka et contient quelques passages en russe (l'un des époux de Susanna est russe). Kalinka est crédité sur la couverture de l'album. La chanson Tere Liye, interprétée par Suresh Wadkar, n’apparaît pas dans le film.
| 1.    | Darling              | Rekha Bhardwaj, Usha Uthup                                      | 3:27 |
| 2.    | Bekaraan             | Vishal Bhardwaj                                                 | 6:25 |
| 3.    | O' Mama              | KK, Clinton Cerejo                                              | 4:53 |
| 4.    | Awaara               | Master Saleem                                                   | 5:31 |
| 5.    | Tere Liye            | Suresh Wadkar                                                   | 5:42 |
| 6.    | Dil Dil Hai          | Suraj Jagan                                                     | 3:06 |
| 7.    | Yeshu                | Rekha Bhardwaj                                                  | 6:26 |
| 8.    | Doosri Darling       | Usha Uthup, Rekha Bhardwaj, Clinton Cerejo, Francois Castellino | 3:04 |
| 9.    | O' Mama (acoustique) | KK                                                              | 1:50 |
| 40:30 |                      |                                                                 |      |

## Distinctions
| Date             | Distinction                        | Catégorie                                      | Nom                                       | Résultat   |
| ---------------- | ---------------------------------- | ---------------------------------------------- | ----------------------------------------- | ---------- |
| 3 mai 2011       | BIG Star Entertainment Awards      | Actrice la plus divertissante                  | Priyanka Chopra                           | Lauréat    |
| 18 décembre 2011 | Dadasaheb Phalke Academy Awards    | Prix de la performance mémorable               | Priyanka Chopra                           | Lauréat    |
| 22 janvier 2012  | Zee Cine Awards                    | Meilleure actrice                              | Priyanka Chopra                           | Nomination |
| 15 janvier 2012  | Screen Awards                      | Meilleure performance dans un rôle de méchante | Priyanka Chopra                           | Lauréat    |
| 15 janvier 2012  | Screen Awards                      | Meilleure actrice                              | Priyanka Chopra                           | Nomination |
| 15 janvier 2012  | Screen Awards                      | Meilleur acteur dans un second rôle            | Neil Nitin Mukesh                         | Nomination |
| 15 janvier 2012  | Screen Awards                      | Meilleure chanteuse de play-back               | Usha Uthup (pour Darling)                 | Nomination |
| 15 janvier 2012  | Screen Awards                      | Meilleure chorégraphie                         | Sandeep Suparkar (pour Darling)           | Nomination |
| 25 janvier 2012  | Producers Guild Film Awards        | Actrice de l'année                             | Priyanka Chopra                           | Lauréat    |
| 25 janvier 2012  | Producers Guild Film Awards        | Meilleure photographie                         | Ranjan Palit                              | Lauréat    |
| 25 janvier 2012  | Producers Guild Film Awards        | Meilleure direction artistique                 | Subrata Chakraborty, Punita Grover        | Lauréat    |
| 25 janvier 2012  | Producers Guild Film Awards        | Meilleurs costumes                             | Payal Saluja                              | Lauréat    |
| 25 janvier 2012  | Producers Guild Film Awards        | Meilleure actrice                              | Priyanka Chopra                           | Nomination |
| 25 janvier 2012  | Producers Guild Film Awards        | Meilleur parolier                              | Gulzar (pour Darling)                     | Nomination |
| 25 janvier 2012  | Producers Guild Film Awards        | Meilleure chorégraphie                         | Raju Sundaram                             | Nomination |
| 29 janvier 2012  | Filmfare Awards                    | Meilleure actrice - critiques                  | Priyanka Chopra                           | Lauréat    |
| 29 janvier 2012  | Filmfare Awards                    | Meilleures chanteuses de play-back             | Rekha Bhardwaj, Usha Uthup (pour Darling) | Lauréat    |
| 29 janvier 2012  | Filmfare Awards                    | Meilleure actrice                              | Priyanka Chopra                           | Nomination |
| 29 janvier 2012  | Filmfare Awards                    | Meilleur parolier                              | Gulzar (pour Darling)                     | Nomination |
| 25 février 2012  | Stardust Awards                    | Star de l'année                                | Priyanka Chopra                           | Nomination |
| 25 février 2012  | Stardust Awards                    | Meilleure actrice dans un film dramatique      | Priyanka Chopra                           | Nomination |
| 16 mars 2012     | FICCI Frames Excellence Honours    | Meilleures chanteuses de play-back             | Rekha Bhardwaj, Usha Uthup (pour Darling) | Lauréat    |
| 9 juin 2012      | IIFA Awards                        | Meilleure actrice                              | Priyanka Chopra                           | Nomination |
| 9 juin 2012      | IIFA Awards                        | Meilleure direction musicale                   | Vishal Bharadwaj                          | Nomination |
| 9 juin 2012      | IIFA Awards                        | Meilleur parolier                              | Gulzar (pour Darling)                     | Nomination |
| 9 juin 2012      | IIFA Awards                        | Meilleures chanteuses de play-back             | Rekha Bhardwaj, Usha Uthup (pour Darling) | Nomination |
| 9 juin 2012      | IIFA Awards                        | Meilleure performance dans un rôle de méchante | Priyanka Chopra                           | Nomination |
| 1er octobre 2012 | Global Indian Music Academy Awards | Meilleur parolier                              | Gulzar (pour Darling)                     | Nomination |
| 1er octobre 2012 | Global Indian Music Academy Awards | Meilleures chanteuses de play-back             | Rekha Bhardwaj, Usha Uthup (pour Darling) | Nomination |